# چیچیمکا

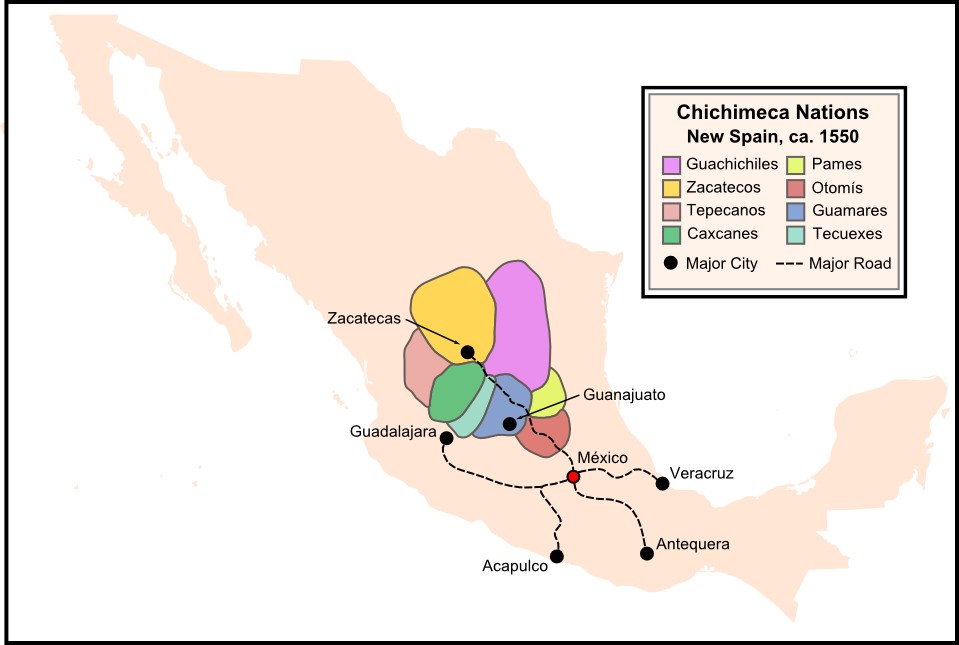
محدودهٔ چیچیمکا

چیچیمکا اصطلاحی بود که سرخپوستان ناوز به مردم نیمه بدوی و بیابانگرد مناطق شمالی مکزیک و جنوب غرب آمریکای امروزی  اطلاق می‌نمودند. امروزه تنها از قومی ساکن مکزیک به نام چیچیمکا خوناز با این اصطلاح یاد می‌شود. با این حال نام آن‌ها معمولاً به صورت ساده‌تر خوناز یا اوزا بیان می‌شود.